# Yaakov Rubinstein

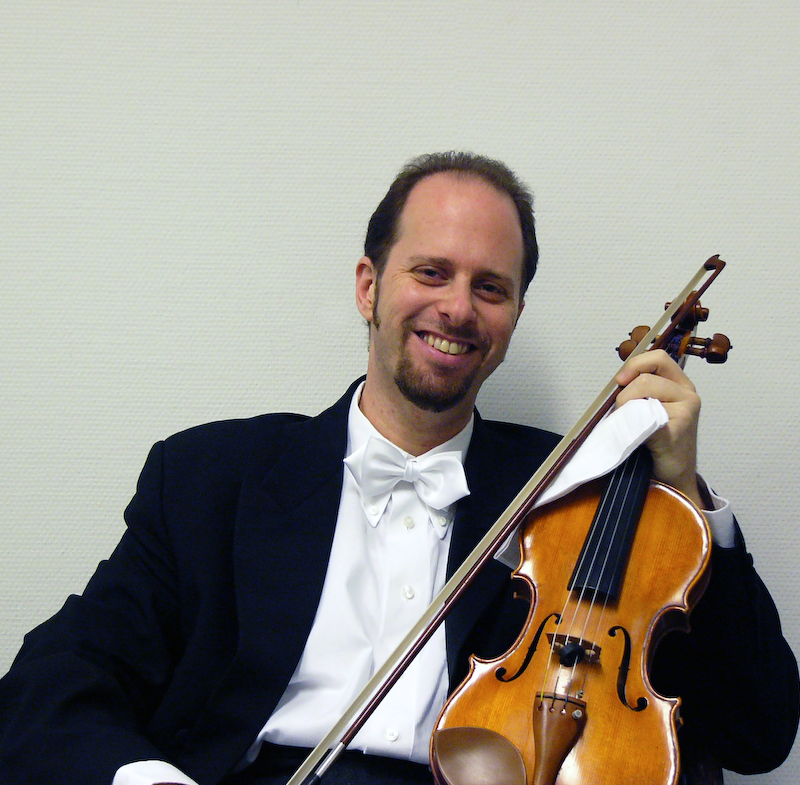
Yaakov Rubinstein, 2004

Ya'akov Rubinstein (hebräisch יעקב רובינשטיין) ist ein israelischer Violinist. Er konzertiert seit seinem siebten Lebensjahr in Europa, Israel, Japan, China und Amerika.

## Musikalische Ausbildung
Als Student des Jerusalem Music Center erhielt er unter anderem von Isaac Stern und Yehudi Menuhin Unterricht. Nach dem Unterricht bei der Geigenlehrerin Ilona Feher studierte er in Frankfurt am Main bei Edith Peinemann und ergänzte sie anschließend an der Manhattan School of Music bei Glenn Dicterow, dem Konzertmeister der New Yorker Philharmonie. Neben mehreren Auszeichnungen und Preisen erhielt er Stipendien des Chautauqua Musikfestivals, der Manhattan School of Music und der American Cultural Foundation.

## Konzerttätigkeit
Er trat als Solist mit verschiedenen Ensembles auf, so unter anderem mit den Bamberger Symphonikern, dem Kurpfälzischen Kammerorchester, Mannheim, der Chursächsischen Philharmonie, dem Philharmonischen Staatsorchester Halle, dem Jugendorchester der Regio Basel, dem Israel Chamber Orchestra, dem Holon Chamber Orchestra, Ashdod Chamber Orchestra, Haifa Symphony Orchestra und dem Leningrad Chamber Orchestra. Er spielte Recitals in Israel, Brasilien, Frankreich, Dänemark, Italien, der Schweiz, Deutschland und den USA.
Von 1995 bis Ende 2009 war Ya'akov Rubinstein als erster Konzertmeister der Bamberger Symphoniker tätig. Neben dieser Tätigkeit engagiert er sich sehr für Jüdische Musik und die Pflege historischer Aufführungspraxis.
In den letzten Jahren war Ya'akov Rubinstein als Gast beim BR München, WDR Köln, NDR Hannover, in Madrid, Oslo, Bosnien und Herzegowina, Japan, Israel und in Brasilien zu hören. Neben diesen Engagements war Ya'akov Rubinstein auch als Leiter verschiedener Ensemble tätig.